# Erste Thailändisch-Laotische Freundschaftsbrücke
Die Erste Thailändisch-Laotische Freundschaftsbrücke (thailändisch สะพานมิตรภาพ ไทย-ลาว แห่งที่ 1, [sà.pʰaːn mít.trà.pʰâːp tʰai laːw hɛ̀ŋ tʰîː nɯ̀ŋ]; laotisch ຂົວມິດຕະພາບ ລາວ-ໄທ ແຫ່ງທຳອິດ [kʰǔa mit.ta.pʰâːp láːw tʰai tʰám ǐt]) ist eine Brücke, die über den Fluss Mekong führt und die Provinzen Nong Khai in Thailand und die Präfektur Vientiane in Laos verbindet.

## Allgemeines
Sie wurde am 8. April 1994 eröffnet und war die erste Brücke am Unterlauf und die zweite überhaupt, die den Mekong überspannt.

## Brückenbauwerk

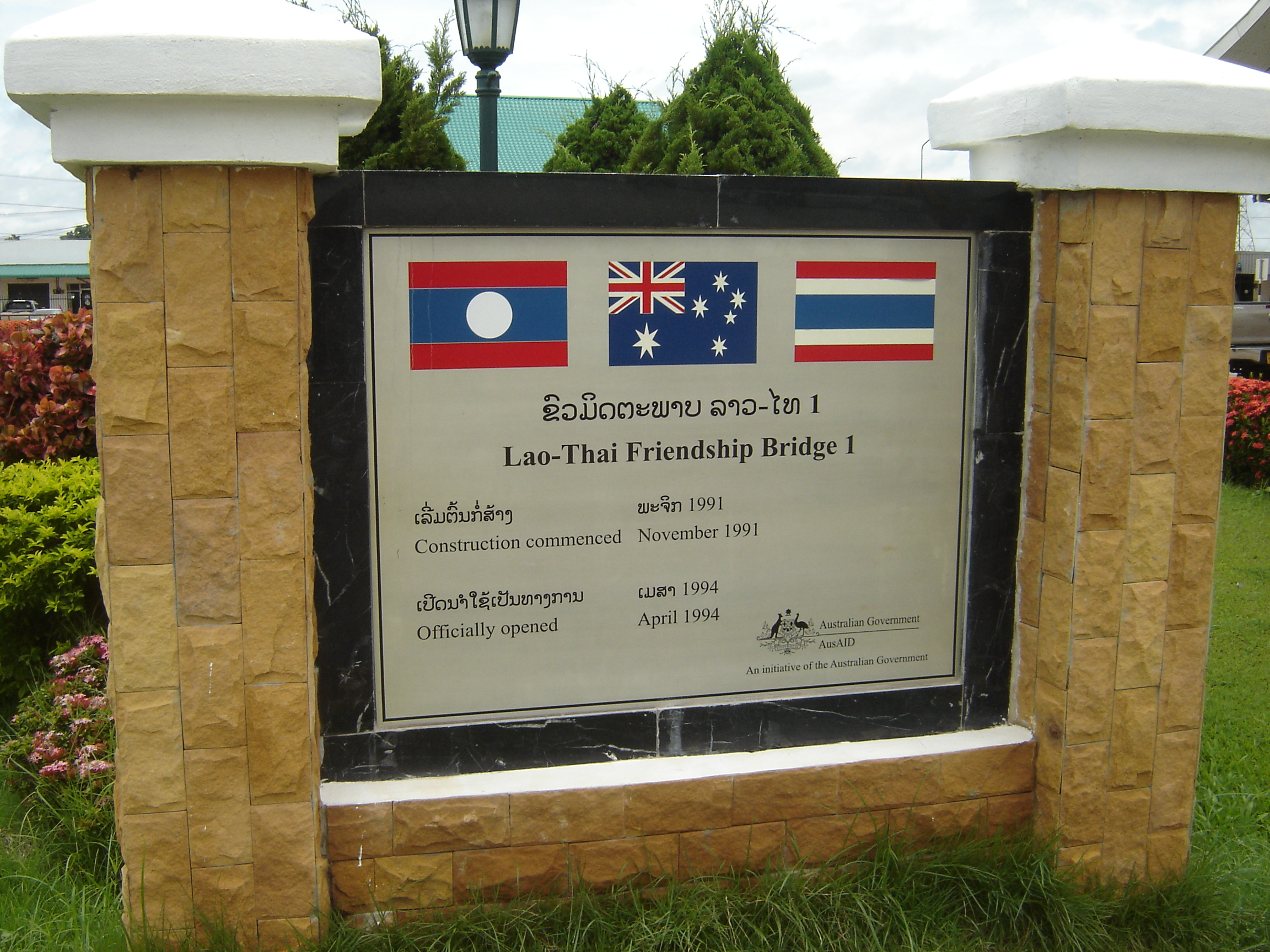
Erste Thailändisch-Laotische Freundschaftsbrücke

Die Brücke hat eine Länge von 1170 Metern. Es handelt sich um eine Hohlkastenbrücke aus Spannbeton. Die Brücke besitzt zwei je 3,5 Meter breite Fahrspuren für Kraftfahrzeuge und zwei 1,5 Meter breite Fußwege. In der Mitte zwischen den beiden Fahrspuren befindet sich ein meterspuriges Eisenbahngleis. Die Baukosten beliefen sich auf 30 Millionen US-Dollar, die von der australischen Regierung als Entwicklungshilfe bereitgestellt wurden. Die Brücke wurde von australischen Bauunternehmen gebaut, um die Leistungsfähigkeit australischer Unternehmen zu demonstrieren. Diese Vermischung von Entwicklungshilfe mit wirtschaftlichen Interessen wurde von einigen Nichtregierungsorganisationen kritisiert.

## Wirtschaftliche Bedeutung
Durch diese Brücke werden die thailändische Hauptstadt Bangkok und die laotische Hauptstadt Vientiane über den Landweg durchgehend miteinander verbunden. 
Mit der wirtschaftlichen Liberalisierung und insbesondere die Privatisierung des Tourismus in Laos im Jahr 1991 hat die Brücke den Handel und den Tourismus gefördert. Davon profitiert nicht nur die laotische Hauptstadt, sondern auch das Hinterland wie die Kleinstadt Vang Vieng sowie die kulturhistorische Stadt Luang Prabang. Außerdem ist der Güterverkehr sowohl auf der Straße  als auch über die Schiene stark gestiegen. Deshalb folgen auch noch weitere Brücken zwischen Laos und Thailand über den Mekong.

## Verkehr
Der Fußgängerverkehr über die Brücke ist nicht gestattet. Fußgänger und Radfahrer müssen den regelmäßig zwischen den beiden Grenzposten verkehrenden Pendelbus oder Pendelzug benutzen.

### Straßenverkehr

Übergangsstelle von Rechtsverkehr auf Linksverkehr auf laotischer Seite im Jahre 2003, vor der Installation von Ampeln

Die Brücke ist Bestandteil des Asian Highway AH12. In Thailand endet hier die Thanon Mittraphap (Thailand Route 2). In Laos die Umgehungsstraße (Nationalstraße 450) in Vientiane bis zur Nationalstraße 13 und seit 2020 auch zum Vientiane-Boten Expressway.
Auf der laotischen Seite befindet sich zwischen Grenzposten und Auffahrt zur Brücke eine Übergangsstelle vom Rechtsverkehr, der in Laos üblich ist, zum Linksverkehr in Thailand. Der Übergang, eine X-förmige Kreuzung, ist durch eine Lichtzeichenanlage geregelt.

### Eisenbahnverkehr

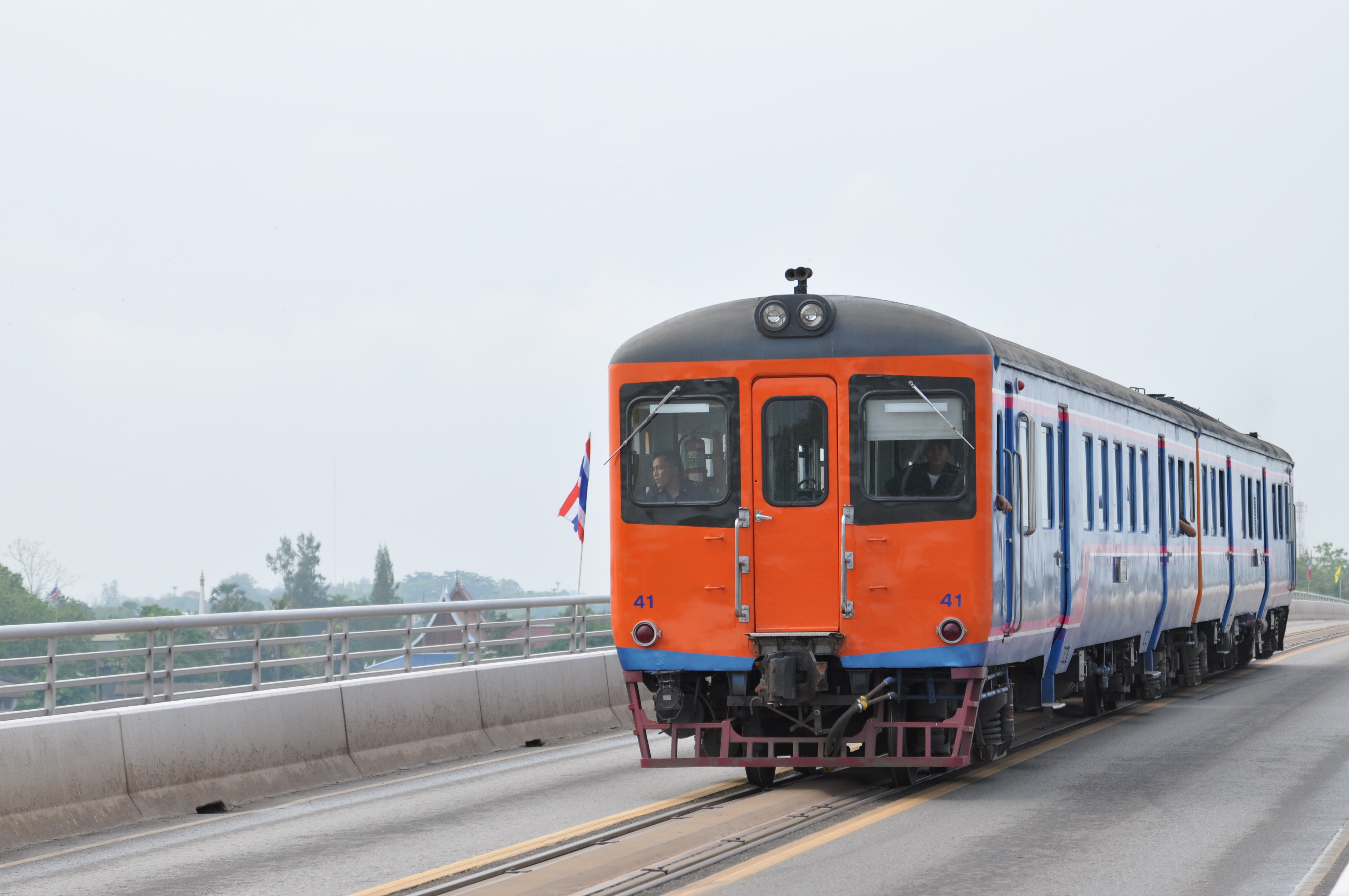
Pendelzug auf der Freundschaftsbrücke

Bereits beim Bau der Brücke 1994 wurden Gleise in Meterspur vorgesehen und von Nong Khai bis zur Brücke verlegt, sowie der Bahnhof von Nong Khai an neuer Stelle, nahe der Brücke, neu errichtet.
Am 20. März 2004 wurde ein Abkommen zwischen Thailand und Laos zum Weiterbau der Eisenbahnstrecke über die Brücke unterzeichnet. Das erste Teilstück bis zum neu erstellten Bahnhof Thanaleng (mit Grenzposten) wurde Anfang 2007 begonnen und am 5. März 2009 von Prinzessin Maha Chakri Sirindhorn feierlich eröffnet. Mit dem Betrieb wurde Ende März 2009 begonnen, er wird von der Thailändischen Staatsbahn durchgeführt.
Außerdem nutzt seit Februar 2010 der Eastern and Oriental Express die Brücke gelegentlich.